# Osdorperweg

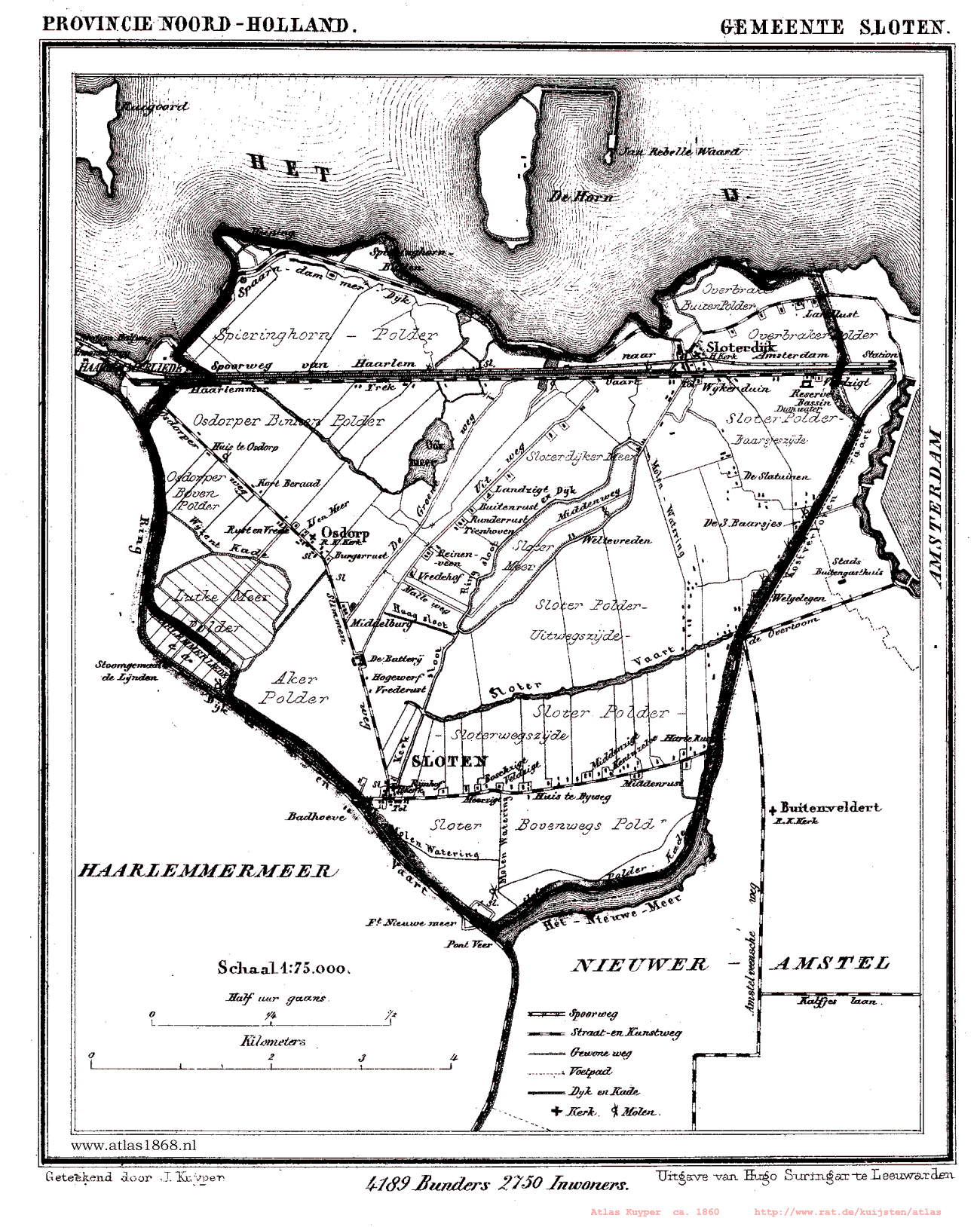
De gemeente Sloten in 1868 met de Osdorperweg links

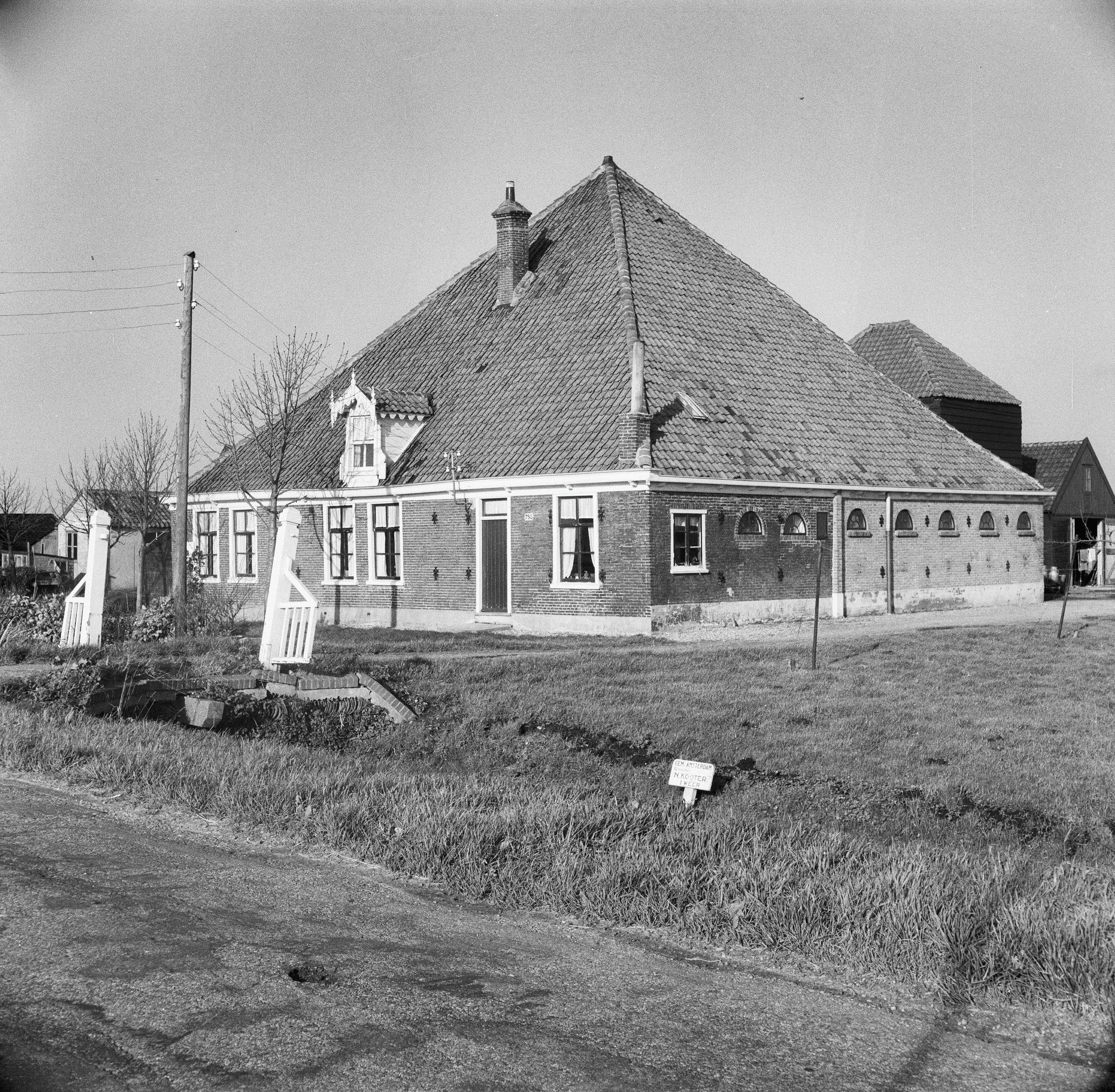
stolpboerderij 'Bij Goedvinding' aan de Osdorperweg

De Osdorperweg is een weg tussen Amsterdam Nieuw-West en Halfweg, die binnen Amsterdam wordt onderbroken door de Slotervaart.

## Traject
De weg, in vroeger tijden Oostdorperwech geheten, vormde eeuwenlang de verbinding tussen enerzijds (zuidpunt) het dorp Sloten en anderzijds (noordpunt) de dorpen Houtrijk en Polanen. Naamgever van de weg is het oude dorpje Osdorp, gelegen in de gemeente Sloten. Op een kaart van het Hoogheemraadschap van Rijnland uit 1615 is de weg al te vinden. Hij is op die kaart aangegeven als Slimmewech, gekoppeld aan de Slimmewechs waterijng (wetering). De omgeving zag er toen totaal anders uit dan in de 21e eeuw. Sloten was op enkele dorpjes na alleen maar agrarisch gebied en dus lag de weg tussen landerijen. De Slimmewech kreeg haar naam omdat ze scheef (slim=scheef) op de verkaveling liep met allemaal hoeken. Bij Osdorp lag een brug en een verlaat. Overigens droeg het gedeelte in het dorp Sloten ook jarenlang de naam Herenstraat. In 1921 werd de gemeente Sloten door de gemeente Amsterdam geannexeerd en tegelijk de gehele Osdorperweg binnen die gemeente te liggen. Aan het andere eind wijzigde de situatie eveneens ingrijpend. De gemeente Houtrijk en Polanen werd door een aantal fusies opgenomen in de gemeente Haarlemmerliede en Spaarnwoude en werd opgeslokt door Halfweg. Omdat Amsterdam al een Herenstraat had, kreeg dat deel in 1927, maar ook de Slimmeweg, de naam Osdorperweg. De Slimmeweg zou overigens in 1957 terugkeren binnen de gemeente Amsterdam, ze ligt ten noordwesten van het dorp Sloten.
Er kwam in het begin van de jaren vijftig een breuk in de weg. Door het graven van de Slotervaart en de aanleg van de daaraan parallel lopende Plesmanlaan werd de oude Osdorperweg in tweeën geknipt. De opkomende bebouwing in de wijk Osdorp en verkeersmaatregelen zorgden voor verdere verzwakking als doorgaande route.   

### 21e eeuw
De weg, ongeveer 5,5 kilometer lang, loopt van zuidoost naar noordwest en bestaat in de 21e eeuw uit vier gedeelten. Het gedeelte in de dorpskern van Sloten (tussen de Sloterweg en de Plesmanlaan) is een nauwe verkeersluwe straat met kerk, huizen en een enkele boerderij. Dit gedeelte loopt voor snelverkeer dood, alleen voetgangers en fietsers kunnen de Plesmanlaan bereiken.
De Osdorperweg gaat als verkeersweg vervolgens ten noorden van de Slotervaart verder richting de Pieter Calandlaan (een directe brug tussen de twee delen verdween). Ook hier heeft een verkeersmaatregel een eind gemaakt aan het snelverkeer op de weg. Voetgangers en fietsers hebben een directe verbinding, snelverkeer moet omrijden via de Zuiderakerweg. Ten noorden van de Pieter Calandlaan volgt eerst een circa 100 meter lange strook voor al het verkeer (in verband met een tuincentrum), maar daarna is het verkeer beperkt tot een voet- en fietspad van bijna 1,5 kilometer lang. Er zijn kruisingen met Tussen Meer en Osdorperban. Hier is geen sprake van een dorpsweg, maar een fietspad in stedelijk gebied; deze voert langs flats met namen als Kortewater en Langswater. Tot de bouw van de tuinstad Osdorp kwamen de Uitweg en Groeneweg, die evenwijdig liepen, beide vanaf de Haarlemmerweg uit op de Osdorperweg. Snelverkeer gaat al sinds de jaren zestig via de parallel lopende Baden Powellweg. 
Na de kruising met de Ookmeerweg, nabij het dierenasiel (DOA), verandert de weg in een drukke, maar smalle en landelijke weg waarop door middel van belijning fietsstroken zijn aangegeven. De weg heeft daarna achtereenvolgens de zijwegen Lutkemeerweg en Slibveldenweg, kruist ongelijkvloers de Westrandweg, en heeft als zijweg de Raasdorperweg. Enkele kleine (doodlopende) zijweggetjes dragen ook de naam Osdorperweg. Vroeger liep een van deze weggetjes naar het in 1632 vrijwel verzwolgen Raasdorp.
Voorbij de grens met Halfweg maakt de weg een bocht naar rechts en komt uit op de Haarlemmerweg en de Amsterdamsestraatweg in Halfweg. Sinds 2012 kruist de snelweg A5, de Westrandweg, ter hoogte van de Raasdorperweg de Osdorperweg door middel van een fly-over, genaamd de Osdorperwegbrug.

## Gebouwen
Langs de weg bevinden zich naast grotere en kleinere woningen kleinschalige bedrijven, voornamelijk aan auto's gerelateerd zoals autosloperijen. Ook staan er nog enkele boerderijen die herinneren aan het vroegere agrarische karakter van de omgeving. 
Langs het gehele traject staat verspreid een aantal gemeentelijke monumenten, vooral in de dorpskern Sloten. Daar bevindt zich ook het enige rijksmonument aan de weg, de Sloterkerk op Osdorperweg 28.

## Openbaar vervoer

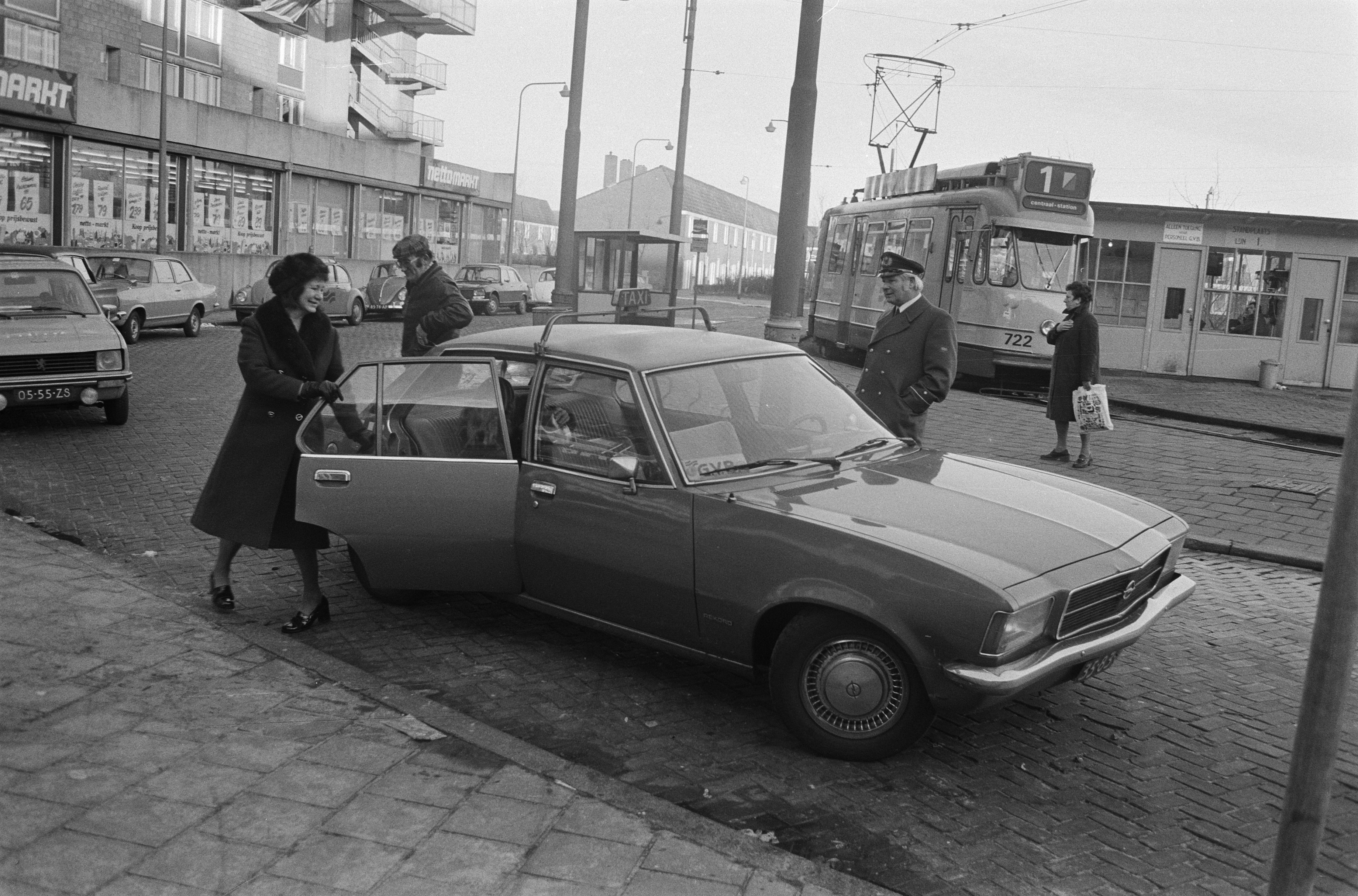
lijntaxi op 1 februari 1975 op het Dijkgraafplein in aansluiting op lijn 1

Het landelijke gedeelte van de weg, en daarmee ook de buurtschap, kent geen openbaar vervoer, behalve van 1 februari tot en met 30 april 1975 toen door het GVB een proef werd gehouden met een lijntaxi tussen het Dijkgraafplein, Westgaarde en Halfweg. Binnen Amsterdam wordt de weg gekruisd door enkele buslijnen en twee tramwegen.

## Overige gebeurtenissen
Tot 1975 lag er aan de Osdorperweg jarenlang het woonwagenkamp 'De Rolleman'. Het verhuisde naar de Middelveldsche Akerpolder, waar het in 1995 moest verdwijnen voor de oprukkende woningbouw.